# Lycia congeneraria
Lycia congeneraria là một loài bướm đêm trong họ Geometridae.